# لی هیون جو
لی هیون جو (کره‌ای: 이현주؛ زادهٔ ۵ فوریه ۱۹۹۸) خواننده و بازیگر اهل کره جنوبی است. او عضو سابق گروه دخترانه اِیپریل است. او به خاطر ایفای نقش در فاصله عشق ۲ و فروشگاه جادوگر شناخته می‌شود.

## فیلم‌شناسی

### مجموعه تلویزیونی
| سال  | عنوان        | نقش         | منابع |
| ---- | ------------ | ----------- | ----- |
| ۲۰۱۶ | Momin's Room | لی مو دا    | [ ۳ ] |
| ۲۰۱۷ | پدرم عجیبه   | هیون جو     | [ ۴ ] |
| ۲۰۲۰ | هنگینگ آن    | ایل دونگ یی | [ ۵ ] |